# Посёлок Касыма Кайсенова
Касыма Кайсенова (каз. Қасым Қайсенов кенті; до 2011 года — Молодёжный) — посёлок, административный центр Уланского района Восточно-Казахстанской области. Административный центр и единственный населённый пункт поселковой администрации Касыма Кайсенова. Код КАТО — 636230100.

## Географическое положение
Расположен в 10 км к юго-западу от города Усть-Каменогорск, в долине реки Улан. Ближайшая железнодорожная станция Оскемен-1 находится в 13 км от посёлка.

## История
Основан в 1943 году в связи с освоением месторождения полиметаллических руд.
С 1983 года — административный центр Уланского района.
По данным вышедшей в 2006 году энциклопедии, в посёлке была развита горнодобывающая промышленность.
В 2011 году переименован в нынешнее название в честь Касыма Кайсенова, советского и казахского писателя. 

## Население
По данным Всесоюзной переписи населения 1989 года, население посёлка составляло 3237 человек (1509 мужчин и 1728 женщин). В 1999 году население посёлка составляло 3484 человека (1649 мужчин и 1835 женщин). На 2002 год в посёлке проживало 3 400 человек. По данным переписи 2009 года, в посёлке проживало 3966 человек (1865 мужчин и 2101 женщина).
В посёлке проживают в основном казахи, русские, немцы и украинцы.
На начало 2019 года, население посёлка составило 5312 человека (2469 мужчин и 2843 женщины).

## Образование
Имеется средняя школа в которой на 2014 год обучались более 600 учеников, детский сад и семейно-врачебная амбулатория. В посёлке расположен спортивный комплекс, в котором проходят областные соревнования по боксу и волейболу.

## Религия
В декабре 2011 года открылась большая мечеть, вместительностью до 500 человек, став для посёлка основной достопримечательностью.

## Экономика
В посёлке находится крупное промышленное предприятие ОАО «Усть-Каменогорская птицефабрика», которая специализируется на производстве и продаже мяса цыплят-бройлеров, полуфабрикатов из мяса птицы и колбасных изделий. Предприятие производит около 60% мяса от общего производства всего района. Возле посёлка расположен карьер. В основном в посёлке развивается сельскохозяйственная деятельность.